# Lachenalia mutabilis
Lachenalia mutabilis là một loài thực vật có hoa trong họ Măng tây. Loài này được Sweet mô tả khoa học đầu tiên năm 1831.